# بخش بیرانوند
بخش بیرانوند یکی از بخش‌های شهرستان خرم‌آباد در استان لرستان ایران است. مرکز این بخش، بیرانشهر است.

## مردم شناسی
مردم این بخش به گویش بیرانوندی سخن می‌گویند.

### طوایف
مردم این بخش عمدتاً از طوایف لر بیرانوند و دیگرا طوایف لر مانند سکوند، قائدرحمت، دالوند و یاراحمدی می‌باشند.

## تغییر نام
نام بخش بیرانوند در گذشته بخش چَغَلوندی بود. در زبان لری و لکی، چَغَل به معنای «شغال» است. در دی ماه ۱۳۹۰ با تصویب هیئت وزیران، نام شهر چغلوندی به بیرانشهر و نام بخش چغلوندی به بخش بیرانوند تغییر کرد. طبق تحقیقات یک خبرنگار، در آن مصوبه هیئت دولت یک غلط املایی باعث شد بسیاری از مردم نام جدید بخش چغلوندی را «بیراوند» بدانند؛ در صورتی که نام صحیح جدید این بخش «بیرانوند» است و ترکیب بیراوند از نظر زبان‌شناسان صحیح نمی‌باشد و هیئت وزیران نام بیرانوند را به تصویب رسانده‌است.

## سرشناسان
- امیر خان سپهوند  متولد بخش بیرانوند، پدر حقوق جزای ایران است.[۸][۹][۱۰]
- هوشنگ اعظمی لرستانی پزشک لرستانی و از فعالان در جریان نهضت ملی شدن صنعت نفت بود.[۱۱]
- سیامک اسدیان  متولد بخش بیرانوند از اعضای کمیتۀ مرکزی سازمان فدائیان خلق (اقلیت) بود.[۱۲]
- نصیر شیرخانی متولد بخش بیرانوند، روزنامه‌نگار، نویسنده و تحلیلگر مسائل نفت و گاز است.[۱۳][۱۴][۱۵][۱۶][۱۷][۱۸]
- رضا رحیمی‌نسب نماینده دوره هشتم مجلس شورای اسلامی حوزه انتخابیه خرم‌آباد و دوره بود
- مرتضی اعظمی لرستانی نماینده دوره اول مجلس شورای اسلامی حوزه انتخابیه لرستان (خرم‌آباد) بود.
- علیرضا بیرانوند بازیکن باشگاه فوتبال پرسپولیس نیز اهالی این طایفه لر تبار هست

## جمعیت
بنابر سرشماری مرکز آمار ایران، جمعیت بخش بیرانوند در سال ۱۳۸۵ برابر با ۱۱۴۶۵ نفر بوده‌است که از این میان ۵۸۵۲ نفر مرد و ۵۶۱۳ زن بوده‌اند. این بخش ۲۴۶۵ خانوار دارد.